# جونجي كواباتا
جونجي كواباتا (باليابانية: 川畑 淳二) (10 يوليو 1971 في آيتشي في اليابان – )؛ هو لاعب كرة قدم سابق كان يلعب كلاعب وسط.

## وصلات خارجية
- جونجي كواباتا على موقع عالم كرة القدم.نت (الإنجليزية)